# Linia 1 de tramvai din Szczecin
Tramvaiul 1 din Szczecin este o linie a tramvaiului din Szczecin (Tramwaje Szczecińskie) care începe din „Głębokie”, situat în cartierul szczecinean Głębokie-Pilchowo, și se termină la stația „Potulicka” din cartierul Nowe Miasto. Traseul tramvaiului are 20 de stații. Linia a fost deschisă în 1905.

## Traseu și stații

### Descrierea traseului
Tramvaiele liniei 1 pornesc din stația „Głębokie” și circulă pe străzile Wojska Polskiego și Piłsudskiego. Traseul tramvaiului 1 continuă apoi în lungul străzilui Jana Matejki. Tramvaiele liniei 1 circulă apoi pe piața Żołnierza Polskiego, alee Niepodległości și 3 Maja, după care intră pe stradă Narutowicza și Potulicka. Pe toată porțiunea de la Głębokie și până la stația „Bogumiły” și între stații „Plac Zawiszy” și „Potulicka”  tramvaiul 1 are traseu și stații comune cu tramvai 9.
| → Potulicka | → Głębokie |
| --- | --- |
| Głębokie – Wojska Polskiego – Piłsudskiego – Matejki – Plac Żołnierza Polskiego – Niepodległości – 3 Maja – Narutowicza – Potulicka | Potulicka – Narutowicza – 3 Maja – Niepodległości – Plac Żołnierza Polskiego – Matejki – Piłsudskiego – Wojska Polskiego – Głębokie |

### Schema traseului
| Stație                   | Cartierul             | Corespondențe     |
| ------------------------ | --------------------- | ----------------- |
| Głębokie                 | Głębokie-Pilchowo     | 9                 |
| Kasyno                   | Głębokie-Pilchowo     | 9                 |
| Goplana                  | Głębokie-Pilchowo     | 9                 |
| Tor kolarski             | Zawadzkiego-Klonowica | 9                 |
| Rondo Olszewskiego       | Zawadzkiego-Klonowica | 9                 |
| Zajezdnia Pogodno        | Pogodno               | 9                 |
| Unii Lubelskiej          | Pogodno               | 9                 |
| Skłodowskiej             | Pogodno               | 9                 |
| Bogumiły                 | Łękno                 | 9                 |
| Piotra Skargi            | Śródmieście-Północ    |                   |
| Felczaka                 | Śródmieście-Północ    |                   |
| Plac Szarych Szeregów    | Centrum               | 5, 11, 12         |
| Plac Grunwaldzki         | Centrum               | 5, 11, 12         |
| Plac Rodła               | Centrum               | 2, 3, 5, 11, 12   |
| Filharmonia              | Stare Miasto          |                   |
| Plac Żołnierza Polskiego | Centrum               | 2, 3              |
| Brama Portowa            | Centrum               | 2, 3, 7, 8, 9, 10 |
| Plac Zawiszy             | Nowe Miasto           | 9                 |
| Sowińskiego              | Nowe Miasto           | 9                 |
| Potulicka                | Nowe Miasto           | 9                 |

## Materialul rulant
Pe această linie circulă tramvaie Tatra KT4 și Moderus Beta.
| Fișier | Tip                 | Producător | Punere în serviciu |
| ------ | ------------------- | ---------- | ------------------ |
|        | Tatra KT4DtM        | ČKD        | 1974–1997          |
|        | Moderus Beta MF15AC | Modertrans | 2014–              |

## Exploatarea liniei
Linia 1 va fi exploatată, ca și celelalte linii de tramvai din Szczecin, de compania Tramwaje Szczecińskie.